# Roll of Distinguished Philatelists
Le Roll of Distinguished Philatelists (RDP, pour « Liste des philatélistes distingués ») est une récompense philatélique britannique d'importance internationale.

## Sélection
Ceux qui ont permis le développement de la philatélie par leurs recherches, leur expertise et le don de leur temps peuvent poser une candidature parrainée par un signataire du Rôle. Elle est examinée chaque année avec les autres candidatures en cours. Un candidature dure quatre ans.
La cérémonie de signature se déroule chaque année pendant le Congrès philatélique de Grande-Bretagne. À partir de 1921, les signataires du Rôle peuvent s'exprimer et voter pendant le Congrès.
Quarante-deux philatélistes sont honorés à titre posthume sur la première page du Rôle en tant que « Pères de la philatélie ». Quatre noms sont ajoutés dans les années 1950 dans les rubans du bas de cette même page. En 1951, l'ajout de Edward R. Woodward (mort en 1931) et J. Stanley Telfer (mort en 1938) parce qu'ils furent, entre autres, deux membres importants du Board of Election du RDP. Clarence W. Hennan des États-Unis et A. Tort Nicolau d'Espagne furent ajoutés en 1956 par le Board of Election car les membres de ce dernier jugèrent qu'ils auraient été appelés s'ils avaient vécu plus longtemps.

## Historique
Le 30 octobre 1919, Percy Cooke Bishop, membre du London Stamp Club, propose la création d'un « Ordre philatélique du mérite » pour honorer les auteurs philatéliques, ordre d'une valeur supérieure aux prix philatéliques existant et disposant d'une reconnaissance mondiale. Le président de l'association, F. Hugh Vallencey, soumet l'idée aux lecteurs de son journal Stamp Collecting, fin 1919. En mars 1920, le jury de cinq publie une liste de vingt-cinq retenus parmi les quatre-vingt-onze proposés par le jury et des associations britanniques.
Cependant, le London Stamp Club soumet le projet et la liste aux représentants associatifs assistant au Congrès philatélique de Grande-Bretagne de mai 1920, à Newcastle upon Tyne. Un sous-comité est constitué pour créer la récompense sous un nouveau nom, en reprenant les nommés proclamés dans la presse et en rédiger les règles.
Le sous-comité présente ses conclusions comme un « fait accompli » au Congrès suivant à Harrogate, en mai 1921 : la première page du Roll of Distinguished Philatelists est déjà imprimée, signée par le roi George V et le conservateur de la Collection philatélique royale, Edward Denny Bacon, et les vingt-cinq philatélistes proposés en 1920 invités à signer le rôle le jour de la clôture du Congrès, ainsi que quinze nouveaux noms ajoutés par le sous-comité.
La sélection de quelques philatélistes et la cérémonie de signature sont ensuite annuelles, sauf entre les Congrès de 1940 et de 1946 à cause de la Seconde Guerre mondiale.

## «Pères de la philatélie»
Les noms de quarante-deux philatélistes défunts sont imprimés sur les rubans qui ornent les deux colonnes décorant la page du rôle qui a reçu les signatures de 1921 à 1935. Ils sont inclus en tant que « Pères de la philatélie » (Fathers of philately), par ordre alphabétique :
- James H. Abbot (vers 1840-1914, Royaume-Uni), un des pionniers de la collection des surcharges[4].
- William Beiby Avery (1853-1908, Royaume-Uni), dirigeant de la W & T Avery Ltd., grand collectionneur[4].

- François Georges Oscar Berger-Levrault (1823-1906, France), imprimeur et collectionneur, auteur d'un des  premiers catalogue de timbres en 1862[4].
- Friedrich Andreas Breitfuss (1851-1911, Russie), un des premiers collectionneurs d'épreuves et d'essais[4].
- Maitland Burnett (vers 1855-1918, Royaume-Uni), rédacteur de la revue The Philatelic Record[4].
- Mount Brown (1837-1919, Royaume-Uni), auteur d'un catalogue de timbres de 1862 à 1864[4].

- Gustave (1848-1894) et Martial Caillebotte (1853-1910, France), artistes et collectionneurs de timbres[4].
- Marcellus Purnell Castle (1849-1917, Royaume-Uni), président de la Royal Philatelic Society London de 1913 à 1917, membre de son comité d'expertise et rédacteur de la revue The London Philatelist[4].
- Daniel Cooper (1821-1902, Royaume-Uni)[4], membre fondateur et premier président de la Philatelic Society, London de 1869 à 1878[12].
- Henry J. Crocker (1860-1912, États-Unis), grand collectionneur[4].

- John Archibald Dunbar-Dunbar (vers 1840-1905, Royaume-Uni), révérend écossais qui légua sa collection australienne au Museum of Science and Art d'Édimbourg[4].
- Henry J. Duveen (1854-1919, naissance aux Pays-Bas), possesseur d'une importante collection[4].

- Alfred, duc d'Édimbourg (1844-1900, Royaume-Uni), oncle du roi George V, président honoraire de la Philatelic Society, London de 1890 à 1900[4].

- Philipp la Renotière von Ferrary[13] (vers 1859-1917 Autriche)[4], richissime acheteur de timbres et d'entiers postaux du monde entier.

- Douglas Garth (vers 1840-1899, Royaume-Uni), secrétaire honoraire de la Philatelic Society, London de 1866 à 1894, collectionneur de l'Inde[4].
- John Edward Gray (1800-1875, Royaume-Uni), zoologiste au British Museum, auteur de A Hand Catalogue for the Use of Collectors[4].

- Gilbert Harrison (1858-1894, Royaume-Uni), rédigea des études sur les timbres de l'Inde portugaise avec Napier et sur ceux d'Afghanistan[4].
- Leslie L. R. Hausburg (1872-1917, Royaume-Uni), secrétaire honoraire de la Royal Philatelic Society London de 1913 à 1917, spécialiste du planchage[4].
- Andrew Houison (1850-1912, Australie), spécialiste de l'histoire postale de Nouvelle-Galles du Sud[4].

- Henry King-Tenison, 8e comte de Kingston (1848-1896, Royaume-Uni), président de la Philatelic Society, London de 1892 à 1896[4].

- Jacques Amable Legrand (1820-1912, France), pionnier de la philatélie en France[14], inventeur de l'odontomètre[4].
- Gerald, 5e duc de Leinster (1851-1897, Royaume-Uni), important collectionneur irlandais[4].
- James Ludovic Lindsay, 26e comte de Crawford (1847-1913, Royaume-Uni), président de la Royal Philatelic Society London de 1910 à 1913[4], bibliophile, l'un des premiers à inclure épreuves et essais dans ses collections[15].

- Pierre Mahé (1833-1913, France), marchand de timbres parisien, chargé de sa collection par Philipp la Renotière von Ferrary[4].
- David Parkes Masson (1857-1915, Royaume-Uni), spécialiste du sous-continent indien[4].
- Arthur Maury (1844-1907, France), marchand de timbres parisien, auteur et journaliste philatélique, éditeur du mensuel Le Collectionneur de timbres-poste[4].
- Paul Mirabaud (1848-1908, France), spécialiste des timbres de Suisse[4].
- Jean-Baptiste Moens (1833-1908, Belgique), marchand de timbres bruxellois et auteur philatélique[4].

- Edward James Nankivell (1848-1909, Royaume-Uni), journaliste fondateur de journal The Postage Stamp en 1907, collectionneur de la Chine, de la Nouvelle-Zélande et du Transvaal[4].

- Maria Pardo de Figueroa (1828-1918, Espagne), un des premiers spécialistes des marques postales[4].
- Edward Loines Pemberton (1844-1878, Royaume-Uni), marchand de timbres et auteur philatélique, membre fondateur de la Philatelic Society London[4].
- Frederick Adolphus Philbrick (1835-1910, Royaume-Uni), membre fondateur de la Philatelic Society London[4].
- Jose Marco del Pont (1851-1917, Argentine), spécialiste de l'Argentine et de l'Amérique latine[4].

- Arthur de Rothschild (1851-1903, Belgique), collectionneur de timbres neufs des années 1860 à 1880[4].
- R. W. Harold Row (vers 1840-1919, Royaume-Uni), professeur de zoologie, collectionneur du Siam[4].

- Gordon Smith (1856-1905, Royaume-Uni), spécialiste de l'Australie-Méridionale et directeur de Stanley Gibbons[4].

- Thomas Keay Tapling (1855-1891, Royaume-Uni), pionnier de la collection de timbres-poste[15].
- John Kerr Tiffany (1842-1897, États-Unis), premier président de l'American Philatelic Society, spécialiste des États-Unis et bibliophile[15].
- John Alexander Tilleard (1850-1913, Royaume-Uni), secrétaire honoraire de la Royal Philatelic Society London de 1894 à 1913, gardien de la Collection philatélique royale de 1910 à 1913[4].

- Charles William Viner (1813-1907, Royaume-Uni), collectionneur dès 1860, rédacteur de journaux philatéliques et membre fondateur et secrétaire honoraire de 1871 à 1874 de la Philatelic Society London[4].

- William Amos Scarborough Westoby (1815-1899, Royaume-Uni), journaliste philatélique[4].
- Hastings Edwin Wright (1861-1897, Royaume-Uni), collectionneur de timbres britanniques en excellente qualité[4].

## Liste des signataires

### 1921
Parmi les quarante premiers signataires figurent vingt-quatre des vingt-cinq philatélistes sélectionnés par le jury initial début 1920 :
- Peter John Anderson (1853-1926, Royaume-Uni), bibliophile et historien de la littérature philatélique[17].
- Justus Anderssen (1867-1938, Norvège), spécialiste des timbres de Norvège[17].
- Edward Denny Bacon (Royaume-Uni, 1860-1938), président de la Philatelic Society London de 1917 à 1923[17], curateur de la Collection philatélique royale de 1913 à 1938[18],[19].
- Arthur Thomas Bate (vers 1850-1922, Nouvelle-Zélande), spécialiste des timbres de Nouvelle-Zélande[17].
- William Dorning Beckton (Royaume-Uni, 1866-1931), précurseur de la « philatélie scientifique » et de l'« école de Manchester », président de la Manchester Philatelic Society, du premier Congrès philatélique de Grande-Bretagne en 1909[17] et de la Royal Philatelic Society London de 1929 à 1931[20].
- Carroll Chase (187-1960, États-Unis), spécialiste des timbres des États-Unis, président de l'American Philatelic Society en 1920 et 1922[17].
- Emilio Diena (Italie, 1860-1941), spécialiste des timbres des États italiens avant l'unification[21],[19].
- Robert Briscoe Earee (1846-1928, Royaume-Uni), spécialiste des falsifications[17].
- Edward Benjamin Evans (1846-1922, Royaume-Uni).
- Louis Hanciau (1845-1924, Belgique), beau-frère et associé de Jean-Baptiste Moens[17].
- Harry L. Hayman (1850-1927, Royaume-Uni).
- Arthur Francis Basset Hull (1862-1945, Australie), spécialiste des timbres des colonies d'Australie[17].
- Clifton A. Howes (vers 1860-1936, États-Unis), spécialiste de l'Amérique du Nord, du Royaume-Uni et de plusieurs pays d'Asie orientale, président de l'American Philatelic Society de 1915 à 1917[17].
- William Russell Lane-Joynt (1855-1921, Royaume-Uni), conservateur honoraire de la collection de timbres du duc de Leinster au musée national d'Irlande[17].
- Umejiro Kimura (1869-1927, Japon), spécialiste des timbres du Japon, président du Yuraku-kai[22] de 1912 à 1927[17].
- John Nicholas Luff (États-Unis), membre fondateur du Collectors Club de New York et président de l'American Philatelic Society[17].
- Charles James Phillips (1863-1940, Royaume-Uni, puis États-Unis), propriétaire de Stanley Gibbons de 1890 à 1922, puis négociant en raretés à New York[17].
- Bertram William Henry Poole (1880-1950, États-Unis), journaliste philatélique, spécialiste d'Haïti et d'Amérique latine, et marchand de timbres à partir de 1916[17].
- Winter Charles Renouf (1868-1954, Inde), marcophile spécialiste des Indes britanniques[17].
- William Reynolds Ricketts (1869-1945, États-Unis), bibliophile[17].
- Axel de Reuterskiöld (Suisse), spécialiste des timbres de Suisse[17].
- Charles Eskerley Severn (États-Unis), journaliste philatélique[17].
- Emil Tamsen (1861-1957, Afrique du Sud), spécialiste de l'Afrique britannique[17].
- Robert Blake Yardley (1858-1943, Royaume-Uni), président de la Royal Philatelic Society London de 1931 à 1934[17].

Le Britannique A. B. Creeke, choisi par ce jury, est oublié par le sous-comité en 1921.
Quinze philatélistes sont ajoutés, en 1921, par le sous-comité du Congrès philatélique de Grande-Bretagne, avec une plus grande majorité de Britanniques que la sélection du précédent jury :
- Percy Cooke Bishop (1875-1959, Royaume-Uni), journaliste philatélique et initiateur du Roll of Distinguished Philatelist[17].
- Lionel William Fucher (1865-1945, Royaume-Uni), premier organisateur de la bibliothèque de la Royal Philatelic Society London dont il est le bibliothécaire honoraire de 1903 à 1928[17].
- Hugo Griesbert (1867-1924, Royaume-Uni), marchand de timbres londonien et auteur[17].
- Thomas William Hall (1861-1937, Royaume-Uni), président de la Royal Philatelic Society London de 1923 à 1929[17].
- David Howard Hill (1850-1926, Australie), spécialiste des timbres de l'État de Victoria[17].
- John Morris Mardsen (1857-1939, Royaume-Uni), spécialiste du Portugal et de ses colonies[17].
- Frederick John Melville (1883-1940[17], Royaume-Uni), écrivain et bibliophile philatélique[15], fondateur de la Junior Philatelic Society en 1899[17].
- Frncis John Hamilton Scott Napier (1850-1929, Royaume-Uni), auteur philatélique[17].
- Charles Lathrop Pack (1857-1937[17], États-Unis), spécialiste, entre autres, des timbres à l'effigie de la reine Victoria[15].
- Percival Loines Pemberton (1875-1949, Royaume-Uni), marchand de timbres et rédacteur en chef de The Philatelic Journal of Great Britain[17].
- John Walker (1855-1927, Royaume-Uni), président, bibliothécaire honoraire et conservateur des falsifications de la Scottish Philatelic Society[17].
- Arthur John Warren (1845-1929, Royaume-Uni), spécialiste des Pays-Bas et de ses colonies[17].
- Harold William Wescott (Royaume-Uni), spécialiste de Gibraltar et des bureaux étrangers au Maroc[17].
- Charles Stewart-Wilson (1865-1950, Royaume-Uni), spécialiste des Indes, directeur-général des Postes et télégraphes d'Inde[17].
- Anthony de Worms (1869-1938, Royaume-Uni), spécialiste de Ceylan[17].

Enfin, avant le jour de la première cérémonie de signature qui a lieu le 6 mai 1921, le roi George V a déjà apposé la sienne (« George R.I. ») au sommet de la double colonne qui reçut les signatures de 1921 à 1935. Le roi, alors duc d'York, fut président de la Royal Philatelic Society London de 1896 à 1910, puis son patron.

### Années 1920
En 1922, au congrès de Bath, cinq personnes sont invitées à signer le rôle :
- Ricardo D'Eliçabe (vers 1895-1968, Argentine), spécialiste de l'Amérique du Sud[27].
- Bertram McGowan (1880-1956, Royaume-Uni), spécialiste des timbres du Royaume-Uni, du planchage du Penny Black avec Charles Nissen et des timbres britanniques et d'Inde utilisés à l'étranger[27].
- Herbert Rooke Oldfield (1859-1940, Royaume-Uni), secrétaire honoraire de la Royal Philatelic Society London de 1914 à 1926, spécialiste, entre autres, des timbres des ports chinois du traité de Nankin[27].
- Nils Strandell (1876-1963, Suède), bibliophile et auteur philatélique[27].
- Henry Luke White (1860-1927, Australie), ornithologiste et spécialiste des timbres des États d'Australie[27].

En 1923, au congrès de Londres, cinq personnes sont invitées à signer le rôle :
- William John Cochrane (1873-1940, Royaume-Uni), spécialiste des timbres argentins de Rivadavia[27].
- Benjamin Goodfellow (1864[19] ou 1874-1946, Royaume-Uni), spécialiste de l'Empire britannique et de la Scandinavie[27].
- Arthur D. Ferguson (1880-1948, Guyane britannique), spécialiste de la Guyane britannique[27].
- Charles Nissen (1880-1944, Royaume-Uni), marchand de timbres, spécialiste du Royaume-Uni, découvreur des faux timbres de one shilling vert à la Bourse de Londres, premier éditeur du journal The British Philatelist[27].
- Maurice Langlois (en) (1860-1948[27], France), président de la Fédération des sociétés philatéliques françaises[28] et un des premiers membres de l'Académie de philatélie[27].

En 1924, au congrès de Glasgow, trois personnes sont appelées à signer le rôle :
- Lawrence Arthur Bund (vers 1860-1931, Royaume-Uni), collectionneur de pièces pré-philatéliques et des premiers timbres britanniques[27].
- William Reeve Rundell (1849-1936, Australie), spécialiste de l'État de Victoria[27].
- Henry Philip Manus (1851-1931, Pays-Bas), spécialiste dans la reconstitution des planches des premiers timbres des Pays-Bas, du Royaume-Uni et de l'Empire britannique[27].

En 1925, au congrès de Cambridge, trois personnes sont appelées à signer le rôle :
- Abraham Hatfield (1867-vers 1940, États-Unis), spécialiste des Amériques et des émissions des maîtres de poste aux États-Unis[27].
- George Allen Higlett (1860-1940, Royaume-Uni), collectionneur et auteur[27].
- Edward D. E. van Weenan (1847-1925, Australie), membre fondateur et premier secrétaire honoraire du Sydney Philatelic Club en 1890, éditeur de The Australian Philatelist de 1900 à 1905 et de 1910 à 1924[27].

En 1926, au congrès de Liverpool, deux personnes sont appelées à signer le rôle :
- John Henry Chapman (1860-1942, Royaume-Uni), spécialiste de la Belgique et du Queensland[27].
- Paul de Smeth (1859-1940, Belgique), auteur sur plusieurs pays, président fondateur de la Société philatélique belge[27].

En 1927, au congrès de Nottingham, deux personnes sont appelées à signer le rôle :
- Ernest William Floyd (1876-1930, Royaume-Uni), spécialiste des timbres gravés du Royaume-Uni et de certains États allemands[27].
- Alfred Lichtenstein (1866-1947, États-Unis), collectionneur new-yorkais et fondateur de la Philatelic Foundation[29].

En 1928, au congrès de Londres, deux personnes sont invitées à signer le rôle :
- Alfred J. Derrick (vers 1860-1932, Australie), spécialiste de la Nouvelle-Galles du Sud et du Victoria[27].
- Percy de Worms (1874-1941, Royaume-Uni), spécialiste de Ceylan, assistant des secrétaires et libraires honoraires de la Royal Philatelic Society London[27].

En 1929, au congrès de Birmingham, deux personnes sont invitées à signer le rôle :
- Louis E. Bradbury (1864-1950, Royaume-Uni), spécialiste des Bahamas, des États australiens et de Nevis, trésorier honoraire de la Royal Philatelic Society London de 1927 à 1947[27].
- Thomas Charlton Henry (1887-1936, États-Unis), spécialiste de l'Amérique du Nord et Indes britanniques[27].

### Années 1930
En 1930, au congrès de Torquay, une personne est désignée pour signer le rôle :
- William Hadlow (1861-1931, Royaume-Uni), auteur pour le Stamp Collectors' Fortnightly de 1890 à 1928 et organisateur de ventes aux enchères philatéliques[30].

En 1931, au congrès de Leicester, deux personnes sont désignées pour signer le rôle :
- Herbet Munk (1875-1953, Allemagne), éditeur du Kohl Briefmarken-Handbuch à partir de 1923 et président du comité d'expertise de l'Union des sociétés philatéliques allemandes. Installé en Suisse en 1936, il se spécialise dans les timbres de ce pays[30].
- James Benjamin Seymour (1869-1950, Royaume-Uni), spécialiste des premiers timbres britanniques, auteur des ouvrages de référence sur ces émissions dans le Kohl Briefmarken-Handbuch en 1930 ou publiés par la Royal Philatelic Society London dans les années 1930[30].

En 1932, au congrès de Brighton, trois personnes sont désignées pour signer le rôle :
- Heinrich Köhler (1881-1945, Allemagne), marchand de timbres parisien, puis berlinois, éditeur du Köhlers Philatelistisches Magazin de 1925 à 1936[30].
- Frederick Charles Krichauff (1861-1954, Australie), président fondateur de la Philatelic Society of South Australia en 1888, spécialiste des timbres d'Australie-Méridionale[30].
- Louis Ernest Meinertzhagen (1887-1941, Royaume-Uni), spécialiste de la France, auteur pour la partie de ce pays dans le Kohl Briefmarken-Handbuch[30] et de l'ouvrage Les Planches de l'émission de Bordeaux[31]

En 1933, au congrès de Londres, trois personnes sont désignées pour signer le rôle :
- Hiram Edmund Deats (vers 1870-1963, États-Unis), bibliophile et spécialiste des États-Unis depuis les timbres des maîtres de poste aux timbres de la Confédération en passant par les timbres fiscaux et télégraphes[30].
- Frank J. Peplow (1872-1935, Royaume-Uni), spécialiste des timbres de Buenos Aires et du Japon, contribue à l'organisation de la bibliothèque de la Royal Philatelic Society London[30].
- Alexander Joseph Sèfi (1889-1934, Royaume-Uni), éditeur et copropriétaire de The Philatelic Journal of Great Britain[30].

En 1934, au congrès de Manchester, trois personnes sont désignées pour signer le rôle :
- Charles Wispington Glover Crawford (1873-1934, Royaume-Uni), spécialiste des colonies australiennes et participe à l'organisation de la bibliothèque de la Royal Philatelic Society London de 1921 à 1934[30].
- George Ginger (1863-1938, Royaume-Uni), spécialiste des colonies australiennes et de la Nouvelle-Zélande[30].
- Franz Kalchoff (1860-1955, Allemagne), spécialiste des entiers postaux, timbres fiscaux et télégraphes d'Allemagne[30].

En 1935, au congrès de Bath, trois personnes sont désignées pour signer le rôle :
- John Morton Evans (1871-1956, Royaume-Uni), spécialiste du planchage des timbres des colonies britanniques[30].
- Louis François (1882-1941, France), spécialiste de l'histoire philatélique et postale classique de France[32],[19], participe au Kohl Briefmarken-Handbuch, membre fondateur de l'Académie de philatélie[30].
- Frederick Jarrett (1889-1979, Canada), spécialiste des colonies canadiennes et de la Confédération du Canada, premier président de la Société royale de philatélie du Canada[30].

En 1936, au congrès de Paignton, trois personnes sont désignées pour signer le rôle. Les signatures sont apposées sur une deuxième feuille.
- Alberto Bolaffi (1874-1944, Italie), marchand de timbres[30].
- Raymond James George Collins (1898-1965, Nouvelle-Zélande), spécialiste de la Nouvelle-Zélande et du Pacifique, éditeur en chef de l'ouvrage The Postage Stamps of New Zealand[30].
- Cyril Shadford Morton (1884-1947, Royaume-Uni), spécialiste de l'Empire britannique avec l'utilisation des archives du Record Office et du Colonial Office britanniques[30].

En 1937, au congrès de Folkestone, trois personnes sont désignées pour signer le rôle :
- Théodore Champion (1873-1954, France[30]), négociant philatélique parisien spécialisé dans les nouveautés et fournisseur des cotes du catalogue Yvert et Tellier[28],[19].
- Frederick Stanley Phillips (1887-1954, Royaume-Uni), éditeur des catalogues Stanley Gibbons et du magazine Stanley Gibbons Monthly, puis dirigeant de Stanley Gibbons jusqu'à sa mort[30].
- James Richard William Purves (1903-1979, Australie), auteur reconnu et président de la Royal Philatelic Society of Victoria[30].

En 1938, au congrès de Cambridge, deux personnes sont désignées pour signer le rôle, dont la première femme :
- Samuel Chapman (1859-1943, Royaume-Uni), spécialiste du Mexique[30].
- Winifred E. Penn-Gaskell (mort en 1949, Royaume-Uni), spécialiste de la poste aérienne. Elle est la première femme invitée à signer le Roll of Distinguished Philatelists[30].

En 1939, au congrès de Liverpool, deux personnes sont désignées pour signer le rôle :
- Guy de Fayolle (1882-1944, France)[28],[19], spécialiste de la France, de la Grèce et du Mexique[30].
- Denys Richard Martin (1898-1970, Royaume-Uni), spécialiste des Indes britanniques et des premières années du Pakistan[30].

### Années 1940
En 1940, au congrès de Bornemouth, deux personnes sont invitées à signer le rôle :
- Bernhard Shirley Henniker Grant (1887-1966, Royaume-Uni), spécialiste des îles Flakland et de la poste aérienne en Islande, premier président de la British Philatelic Association en 1949[34].
- Nicholas Edwin Waterhouse (1877-1964, Royaume-Uni), spécialiste des États-Unis[34].

À cause des événements de la Seconde Guerre mondiale, aucun Congrès, ni aucune élection de signataire n'eurent lieu entre les congrès de 1940 et de 1946.
En 1946, au congrès de Brighton, trois personnes sont invitées à signer le rôle :
- James Mursell (1861-1948, Australie), spécialiste des colonies australiennes[34].
- Herbert Charles Vassall Adams (1874-1955, Royaume-Uni), bibliothécaire honoraire et conservateur des collections de la Royal Philatelic Society London[34].
- Lewis Sidney Frank Godden (1877-1954, Royaume-Uni), marchand de timbres et initia une nouvelle façon d'exposer une collection[34].

En 1947, au congrès de Birmingham, dix personnes sont invitées à signer le rôle :
- James Alexander Calder (vers 1880-1957, Canada), spécialiste de l'émission de 1859 du Canada-Uni[34].
- Hugh Massey Clark (1887-1956, États-Unis), dirigeant de Scott Publications de 1936 à 1946, membre fondateur de la Philatelic Foundation en 1945[34].
- André-Émile de Cock (1880-1964, Belgique)[19], spécialiste des oblitérations de Belgique et du Congo belge, conservateur du musée postal de Bruxelles, cofondateur de la Fédération royale des cercles philatéliques de Belgique en 1957[34].
- Adrian Edmund Hopkins (1895-1967, Royaume-Uni), collectionneur et auteur[34].
- Henri Kastler (1863-1957, France), premier président de l'Académie de philatélie de 1928 à 1957[35], spécialiste de l'Alsace-Lorraine[34].
- Harry L. Lindquist (1884-1978, États-Unis), éditeur de l'hebdomadaire Stamps Magazine et de la collection The Stamp Specialist, président du Collectors Club of New York de 1929 à 1932, fondateur de la National Federation of Stamp Clubs, président du comité d'organisation de CIPEX en 1947[34].
- Eric William Mann (1882-1954, Royaume-Uni), président de la Royal Philatelic Society London de 1946 à 1949[34].
- W. H. Milnes Marsden (1873-1956, Royaume-Uni), spécialiste de la Bosnie-Herzégovine dont il écrit la partie dans le Kohl Briefmarke Handbuch[34].
- James Starr (vers 1875-1948, États-Unis), spécialiste de la Chine[34].
- Theodore E. Steinway (1883-1957, États-Unis), spécialiste des États allemands et de Nouvelle-Galles du Sud, président du Collectors Club of New York de 1916 à 1926 et fondateur de la Philatelic Foundation[34].

En 1948, au congrès de Bornemouth, quatre personnes sont invitées à signer le rôle :
- Aimé Brun (1887-1969, France), expert philatélique[28],[19].
- Samuel Graveson (1868-1957, Royaume-Uni), spécialiste de l'histoire postale du Royaume-Uni[34].
- Henry Revell Harmer (1870-1966, Royaume-Uni), fondateur d'une maison d'enchères, spécialiste des falsifications[34].
- James Hunter Harvey-Pirie (1879-1965, Afrique du Sud), spécialiste des pays d'Afrique australe et de l'Antarctique, éditeur de la revue South African Philatelist[34].

En 1949, au congrès de Southport, cinq personnes sont invitées à signer le rôle :
- J. J. Moniz de Aragao (vers 1890-1974, Brésil), spécialiste du Brésil[34].
- William Byam (1882-1963, Royaume-Uni), spécialiste de l'Égypte[34].
- Étienne Corbisier de Méaultsart (1894-1965, Belgique)[19], spécialiste de la Bolivie et de la Saxe, président de la Société philatélique belge, éditeur du Philatéliste belge[34].
- Robert Heaton-Rhodes (1861-1956, Nouvelle-Zélande), Postmaster General de Nouvelle-Zélande de 1912 à 1915, spécialiste de l'effigie Chalon de Nouvelle-Zélande, des dépendances de son pays et des colonies australiennes, président de la Royal Philatelic Society of New Zealand[34].
- John Kercheval Sidebottom (1880-1954, Royaume-Uni), spécialiste du transport du courrier britannique vers l'étranger[34].

### Années 1950
En 1950, au congrès de Tunbridge Wells, huit personnes sont appelées à signer le rôle :
- Stanley Bryan Ashbrook (1882-1958, États-Unis), spécialiste des premiers timbres des États-Unis[36].
- Henry W. Bessemer (1866-1957, Royaume-Uni), spécialiste de la France[36].
- Walter Henry Cope Bromfield (1882-1963, Australie), spécialiste de l'Australie-Occidentale[36].
- Lester G. Brookman (1903-1971, États-Unis), spécialiste des États-Unis, auteur de The United States Postage Stamps of the 19th Century, éditeur du périodique The American Philatelist au début des années 1940[36].
- Ibrahim Chaftar (1902-1988, Égypte), spécialiste des timbres et marques postales d'Égypte[36].
- R. W. T. Lees-Jones (1892-1978, Royaume-Uni), spécialiste des premières émissions du Canada-Uni[36].
- Pierre Morel d'Arleux (1898-1964, France), spécialiste de la France, membre de l'Académie de philatélie[36].
- J. Schmidt-Andersen (vers 1900-1976, Danemark), spécialiste de la philatélie classique du Danemark[36].

En 1951, au congrès de Felixstowe, quatre personnes sont appelées à signer le rôle :
- Abraham Odfjell (1881-1960, Norvège), spécialiste des premières de Norvège, ainsi que d'Afghanistan et du Mexique[36].
- Raymond Francis Alfred Riesco (1878-1964, Royaume-Uni), spécialiste de la colonie du Cap[36].
- Malden Augustus Studd (1887-1973, Royaume-Uni), spécialiste, entre autres, de la Belgique et du courrier maritime[36].
- Gerald E. Wellburn (né en 1900, Canada), spécialiste de la Colombie-Britannique et de l'île de Vancouver, président de la Société royale de philatélie du Canada[36].

En 1952, au congrès de Southampton, trois personnes sont appelées à signer le rôle :
- Gilbert William Collett (1888-1964, Royaume-Uni), spécialiste du Chili, de la Jamaïque et des spécimens des colonies britanniques[36].
- Adrian Albert Jurgens (1886-1953, Afrique du Sud), spécialiste des colonies et État d'Afrique du Sud[36].
- Andrew Stuart Mackenzie-Low (vers 1890-1961, Royaume-Uni), spécialiste de l'Égypte et du Soudan[36].

En 1953, au congrès de Whitley Bay, cinq personnes sont appelées à signer le rôle :
- Alfred Henry Caspary (1877-1955, États-Unis), collectionneur exposant uniquement hors concours à New York, membre fondateur du Collectors Club of New York et de la Philatelic Foundation[36].
- Georges Fulpius (1886-1955, Suisse), spécialiste de la Grèce et de la Suisse[36].
- Henry Robert Holmes (1897-1989, Royaume-Uni), éditeur de The Philatelic Journla of Great Britain de 1936 à 1945 et de The London Philatelist de 1946 à 1954, président de la Royal Philatelic Society London de 1961 à 1964[36].
- Carlos Trincao (mort en 1968, Portugal), spécialiste du Portugal et de son empire colonial, rédacteur de ces parties dans le Kohl Briefmarken Handbuch, éditeur de Portugal Filatélico de 1934 à 1946[36].
- Gordon Reginald Ward (vers 1890-1962, Royaume-Uni), spécialiste des premières émissions du Royaume-Uni, ainsi que de l'Afrique du Sud, l'Australie, de l'Espagne et de l'Égypte[36].

En 1954, au congrès de Eastbourne, quatre personnes sont appelées à signer le rôle :
- Alexander G. Argyropoulos (1883-1962, Grèce), spécialiste de la Grèce, auteur de cette partie dans le Kohl briefmarken Handbuch[36].
- Walter Sylvain Wolff de Beer (Pays-Bas), spécialiste de l'histoire postale des pays occupés au temps de Napoléon Ier, et, pour la période philatélique, des Pays-Bas, des États allemands et de pays d'Amérique du Sud[36].
- Leicester James Gilbert-Lodge (1882-1966, Royaume-Uni), spécialiste des Indes occidentales, secrétaire honoraire de la Royal Philatelic Society London de 1926 à 1961[36].
- Harry Osborne (1875-1959, Royaume-Uni), spécialiste du planchage des timbres gravés du Royaume-Uni, de Ceylan et de colonies australiennes[36].

En 1955, au congrès de Norwich, quatre personnes sont appelées à signer le rôle :
- Kenneth Macdonald Beaumont (1884-1965, Royaume-Uni), spécialiste des timbres du Royaume-Uni de Victoria à George V et de quelques colonies britanniques, président de la Royal Philatelic Society London de 1953 à 1956, président fondateur de la Great Britain Philatelic Society en 1955[36].
- Maurice Burrus (1882-1959, France), collectionneur de timbres rares, un des premiers membres de l'Académie de philatélie[28],[19].
- Guy Robert Crouch (vers 1880-1956, Royaume-Uni), spécialiste de l'histoire philatélique militaire britannique[36].
- Gunnar A. Hagemann (1877-1971, Danemark), spécialiste du Danemark, des Indes occidentales danoises et du Schleswig-Holstein[36].

En 1956, au congrès de Brighton, quatre personnes sont appelées à signer le rôle. Parmi eux, la deuxième femme après Winifred E. Penn-Gaskell en 1938 :
- John C. Cartwright (vers 1900-1972, Royaume-Uni), organisateur d'expositions et fondateur de plusieurs sociétés au Royaume-Uni et au Canada[36].
- Louise Boyd Dale (?-1967, États-Unis), fille d'Alfred Lichtenstein, membre fondatrice et experte de la Philatelic Foundation[36].
- Mario Diena (1891-1978, Italie), président de la Federazione fra le Società Filateliche Italiane[37],[19].
- John Ireland (vers 1885-1965, Royaume-Uni), organisateur d'expositions[36].

La même année, à titre posthume, le nom de Clarence William Hennan (États-Unis), spécialiste de l'histoire postale des Amériques, est inscrit dans le cadre illustrant la première feuille du rôle.
En 1957, au congrès d'Harrogate, quatre personnes sont invitées à signer le rôle :
- Léon Dubus (1894-1981, France), président de l'Académie de philatélie[38],[19].
- Max G. Johl (1901-1957, États-Unis), spécialiste des timbres des États-Unis du début du XXe siècle[36].
- Georg Menzinsky (1907-1981, Suède), spécialiste de la Suède[36].
- Sydney Robert Turner (1881-1972, Royaume-Uni), spécialiste des fiscaux et vignettes britanniques[36].

En 1958, au congrès de Folkestone, trois personnes sont appelées à signer le rôle :
- Orhan Brandt (1890-1974, Turquie), spécialiste de la Turquie, auteur et le président fondateur de la fédération philatélique turque en 1960[36].
- William Ewart E. Gerrish (1898-1978, Royaume-Uni), spécialiste de l'histoire philatélique des Pays-Bas[39],[19], ainsi que collectionneur des États allemands et d'Amérique latine[36]. Il préside la Royal Philatelic Society London de 1956 à 1961 et le comité d'organisation de l'exposition internationale de Londres de 1960[36].
- Alec Kaplan (vers 1890-1963, Afrique du Sud), auteur spécialiste de l'Afrique du Sud et de la Palestine[36].

En 1959, au congrès de Torquay, cinq personnes sont invitées à signer le rôle :
- Douglas B. Armstrong (1888-1969, Royaume-Uni), journaliste, fondateur de Stamp Collecting qu'il dirige de 1913 à 1948[36].
- Winthrop S. Boggs (1902-1973, États-Unis), spécialiste d'Afghanistan, du Canada et de Terre-Neuve[36].
- Eduardo Cohen (1890-1963, Portugal)[19], spécialiste de la Roumanie[36].
- Ernest Hunt (1877-1967, Afrique du Sud), spécialiste de l'Afrique du Sud, notamment pour sa collection du Transvaal[36].
- Campbell Walter Watts (vers 1895-1969, Nouvelle-Zélande), directeur de la branche « timbres » du Département de la poste et télégraphe de Nouvelle-Zélande, participe à la rédaction de The Postage Stamps of New Zealand[36].

### Années 1960
En 1960, au congrès de Londres, trois personnes sont invitées à signer le rôle :
- James Alfred Birch (1888-1969, Royaume-Uni), spécialiste de la Scandinavie et des Indes occidentales danoises[40].
- John Easton (1896-1967, Royaume-Uni), maître imprimeur, spécialiste de la fabrication des timbres, auteur de The De La Rue History of British and Foreign stamps. Il dirige pendant deux décennies le comité de publication de la Royal Philatelic Society London[40].
- Jan Poulie (1907-1981, Pays-Bas), spécialiste des Pays-Bas et de ses colonies, ainsi que de plusieurs pays européens dont la Lettonie. Président de la fédération néerlandaise des associations philatéliques et du comité néerlandais d'expertise[40].

En 1961, au congrès de Blackpool, trois personnes signent le rôle :
- Lionel Edward Dawson (vers 1900-1976, Irlande), spécialiste des États indiens et président de la Société philatélique irlandaise de 1948 à 1957[40].
- Alan W. Robertson (1910-1978, Royaume-Uni), spécialiste des histoires postales maritime et pré-philatélique des îles Britanniques[40].
- Leo Linder (1910-1974, Finlande), spécialiste de la Finlande[40].

En 1962, au congrès de Worthing, trois personnes sont invitées à signer le rôle :
- Maurice Cary Blake (1889-1969, États-Unis), historien postal spécialiste des États-Unis au XIXe siècle[40].
- P.C. Korteweg (1888-1970, Pays-Bas), spécialiste des Pays-Bas[40].
- Reginald Henry Urwick (1877-1964, Royaume-Uni), spécialiste du Portugal et des Indes occidentales[40].

En 1963, au congrès de Scarborough, trois personnes sont invitées à signer le rôle :
- George E. Burghard (1895-1963, États-Unis), collectionneur de Hong Kong et des postes étrangères en Chine issues des Traités inégaux, des premiers timbres de la Suisse et possesseur d'une collection mondiale des timbres de poste aérienne[40].
- Vincent Grave Greene (1893-1988, Canada), spécialiste de l'Amérique du Nord britannique, président des expositions CAPEX de Toronto en 1951, 1978 et 1987. En 1975, il vend une partie de ses collections pour créer une fondation de recherche philatélique[40].
- Joseph Schatzkès (France), spécialiste notamment de la France et du Mexique[28].

En 1964, au congrès de Bornemouth, trois personnes signent le rôle :
- John R. Boker Jr. (1913-2003, États-Unis)[19],[41], collectionneur de nombreux pays, président du Collectors Club of New York en 1963 et 1964, participant de la Philatelic Foundation et de son comité d'expertise[40].
- Josua Buhler (1895-1983, Suisse), spécialiste de la Suisse de 1843 à 1900, notamment des tarifs postaux. Président de la société philatélique suisse de 1952 à 1962, il fut conseiller philatélique auprès de la Poste suisse et de l'Union postale universelle[40].
- Svend Grønlund (1890-1971, Danemark), spécialiste des pays nordiques et des États allemands, participe aux instances dirigeantes de la philatélie organisée danoise[40].

En 1965, au congrès de Harrogate, trois personnes sont appelées à signer le rôle :
- Mohamed Dadkhah (1910-1980, Iran), spécialiste de l'Iran et de l'histoire postale de Bouchehr[40].
- Ronald Abert George Lee (1912-1990, Royaume-Uni), collectionneur et auteur récompensé, expert et juge philatélique, président de la Royal Philatelic Society London de 1975 à 1977, directeur de son Comité d'expertise à partir de 1977 et président de la British Philatelic Federation de 1981 à 1983[40].
- Cornelius Wendell Wickersham (1884-1968, États-Unis), lieutenant général de l'armée des États-Unis, spécialiste du Venezuela, président du Collectors Club of New York en 1956. Malade, il signe le rôle à Washington pendant l'exposition SIPEX de 1966[40].

En 1966, au congrès de Brighton, quatre personnes signent le rôle :
- Miroslav Arthur Bojanowicz (1906-1986, né en Pologne, résidant au Royaume-Uni)[19], spécialiste de la Yougoslavie avant 1945 et sa migration, puis de la Pologne[40].
- Harry M. Goodkind (1904-1970, États-Unis), spécialiste de la poste aérienne, auteur, rédacteur en chef du Collectors Club Philatelist de 1949 à 1970, investi également dans la Philatelic Foundation[40].
- Charles Jewell (1892-1975, Royaume-Uni, résidant en Argentine), spécialiste entre autres de l'Argentine et de l'Amérique du Sud autant que collectionneur du Royaume-Uni et de quelques-unes de ses colonies[40].
- Robert Kendal Wortley (1891-1968, Royaume-Uni), historien postal, membre fondateur et président de la Postal History Society, collectionneur de balances postales et de machines à oblitérer[40].

En 1967, au congrès de Cambridge, trois personnes sont invitées à signer le rôle :
- Pierre Langlois (1913-1990, France), président de la Fédération des sociétés philatéliques françaises[28], spécialiste du courrier maritime, des établissements français de l'Inde, du Royaume-Uni et de Malte[40].
- Alvaro Bonilla-Lara (1903-1988, Costa Rica) : spécialiste du Costa Rica et de l'Amérique latine, expert des timbres du Chili[40].
- William Edward Lea (1908-1970, Royaume-Uni), spécialiste de l'ensemble de la période classique, auteur principalement sur le Royaume-Uni, le Canada et ses anciennes composantes[40].

En 1968, au congrès de Buxton, quatre personnes signent le rôle :
- Herbert J. Block (1907-1987, États-Unis), Allemand ayant émigré en 1936, expert, président du comité d'expertise du Collectors Club of New York[40].
- Francis J. Field (né en 1895, Royaume-Uni), marchands de timbres, pionnier et spécialiste de la poste aérienne[40].
- Michel Liphschutz (1910-1994, France), spécialiste des timbres de Russie et président de l'Académie de philatélie[42].
- Achille Rivolta (né en 1908, Italie), spécialiste de la Lombardie-Vénétie, président de la fédération philatélique italienne[40].

En 1969, au congrès de Bristol, cinq personnes sont invitées à signer le rôle :
- Bernard Leslie Barker (1913-1976, Royaume-Uni), spécialiste du Royaume-Uni, du Lincolnshire et du Queensland, primé pour ses collections de Belgique[40].
- Cyril Henry Carrington Harmer (1903-1986, Royaume-Uni), dirigeant de la maison familiale d'enchères philatéliques, spécialiste de la poste aérienne notamment de Terre-Neuve[40].
- Hugh Maitland Campbell (né en 1914, Australie), spécialiste des marques postales australienne et de plusieurs colonies britanniques, président de la Royal Philatelic Society of Victoria[40].
- John Francis Rider (1900-1986, États-Unis), spécialiste du Chili, des surcharges de ce pays et de Transjordanie, et de l'histoire postale médiévale et moderne de la république de Venise[40].
- William Augustus Townsend (né en 1904, Royaume-Uni), spécialiste de la Guyane britannique, président de la Royal Philatelic Society London en 1969[40].

### Années 1970
1972 :
- Lucien Berthelot (France, 1903-1985), président de la Fédération internationale de philatélie[28],[19].
- John Brook Mariott (Royaume-Uni), conservateur de la Collection philatélique royale[43].

1974 :
- Jacques Fromaigeat (France, 1908-1988), spécialiste des timbres classiques de France[28],[19].
- Raymond Salles (France), spécialiste notamment de la poste maritime française[28].

1975 :
- Ron Butler (Royaume-Uni), spécialiste de l'histoire philatélique de l'Australie[44]

1977 :
- Enzo Diena (Italie, 1927-2000)[14],[19].

1979 :
- John H. Levett (Royaume-Uni, 1927-2008), spécialiste de l'histoire postale classique de France et des colonies françaises, et président de la Royal Philatelic Society London de 1986 à 1988[45].

### Années 1980
1983 :
- Max Hertsch (Suisse, 1923-2008), auteur du catalogue spécialisé de Suisse de l'éditeur Zumstein[46].

1986 :
- Paolo Vollmeier (Suisse), président du Consilium Philateliae Helveticae et spécialiste de l'histoire postale italienne[47].

1989 :
- Roger Lœuillet (France), président de la CNEP et spécialiste de l'histoire postale du XIXe siècle[48].

### Années 1990
1990 :
- Jean-Paul Schrœder (France), président de l'Académie de philatélie et spécialiste des timbres classiques de France[49].

1991 :
- Harry Sutherland (Canada), président de la Société royale de philatélie du Canada.

1992 :
- Alberto Bolaffi (Italie), éditeur philatélique[50].

1994 :
- Börje Wallberg (Suède), spécialiste des timbres de pays d'Asie de l'Est et du Sud-Est, notamment le Cambodge et la Corée[51].

1997 :
- Claude Delbeke (Belgique), président de l'Académie de philatélie de Belgique[52].

1998 :
- Jean-François Brun (France), expert philatélique spécialisé, entre autres, dans la philatélie classique de France et président de l'Académie de philatélie[54].
- Teddy Dahinden (Suisse), promoteur avec Beatrice Bachmann de l'astrophilatélie.
- Francisco Lemos da Silveira (Portugal).
- Franceska Rapkin (Royaume-Uni), militante de la philatélie thématique.

### Années 2000
2000 :
- Michael Madesker (Canada), président de la Société royale de philatélie du Canada.

2002 :
- James van den Linden (Belgique), vice-président de l'Association internationale des experts en philatélie depuis 2004[55].

2003 :
- Léo de Clercq (Belgique), président de la Fédération des cercles philatéliques belges[56].

2005 :
- Tore Gjelsvik (Norvège), spécialiste des timbres classiques de Norvège.
- Barrie Jay (Royaume-Uni), spécialiste de l'histoire postale britannique.
- George Jay Kramer (États-Unis), spécialiste des timbres-télégraphes des États-Unis.
- Jean Storch (France), spécialiste de l'histoire postale de France du début du XXe siècle.
- Jussi Tuori (Finlande), spécialiste des timbres classiques du Danemark et de Finlande.

2006 :
- Paolo Bianchi (Italie), spécialiste de l'histoire philatélique d'Italie, de l'Érythrée italienne et de l'Empire russe.
- Michèle Chauvet (France), spécialiste de l'histoire postale française, notamment des relations postales entre ce pays et l'étranger[57].
- Bertil Larsson (Suède), spécialiste de l'histoire postale suédoise, notamment des relations postales de ce pays avec l'étranger.
- Roger Schnell (États-Unis), spécialiste notamment des Indes occidentales danoises.

2007 :
- Paulo Comelli (Brésil), spécialiste de la philatélie classique brésilienne et vice-président de la fédération interaméricaine de philatélie.
- Ulrich Ferchenbauer (Autriche), spécialiste de la philatélie classique autrichienne et président de l'association autrichienne des experts philatéliques (VOB) depuis 1986. En 2002, il est le premier à recevoir du président de la République autrichienne le titre de professeur honoris causa en raison de recherches philatéliques.
- Peter McCann (États-Unis), spécialiste de l'histoire postale des Petites Antilles et des îles britanniques de l'océan Atlantique Sud. Il est élu vice-président de la Fédération internationale de philatélie en 2004, après avoir servi comme président de l'American Philatelic Society de 1999 à 2003.

2008 :
- Edward W.B. « Ted » Proud (Royaume-Uni), spécialiste de la marcophilie, des tarifs postaux et des postes militaires  de l'Empire britannique. Il a également présidé la Fédération internationale des chambres syndicales des négociants en timbres-poste.
- Robin M. Startup (Nouvelle-Zélande), spécialiste de l'histoire philatélique et postale de la Nouvelle-Zélande.
- Richard F. Winter (États-Unis), officier de l'US Navy, spécialiste de l'histoire postale maritime de l'Atlantique Nord, président de l'United States Classics Society de 1992 à 1996.

En 2009, au congrès de Manchester, quatre personnes sont invitées à signer le rôle :
- George Barker (né en 1930, Royaume-Uni), spécialiste de séries d'usage courant de France, ainsi que de quelques colonies françaises d'Afrique[61].
- Geoffrey Neil Kellow (Australie), auteur spécialiste de l'Australie et de ses États, bibliophile et organisateur des bibliothèques de sociétés philatéliques australiennes[62].
- Barbara R. Mueller (États-Unis), auteure et éditrice de plusieurs publications philatéliques[60].
- John Sussex (Royaume-Uni).

### Années 2010
En 2010, au congrès de Lemington Spa, six personnes signent le rôle :
- Cornelis « Kees » Adema (Pays-Bas, réside aux États-Unis), spécialiste de l'histoire postale des Pays-Bas[63].
- Hugo Goeggel (Colombie et Suisse), expert spécialiste de la Colombie et de l'Amérique latine, président de l'Inter-American Philatelic Federation de 1997 à 2008, puis de la fédération nationale colombienne[63].
- Wolf Hess (Allemagne), juré international en histoire postale et spécialiste de l'histoire postale de Londres[63].
- Giancarlo Morolli (Italie), juré international et ancien président  de la commission thématique de la Fédération internationale de philatélie de 1977 à 2004[63].
- Wade E. Saadi (États-Unis), spécialiste des États-Unis, président de l'American Philately Society en 2008, du Collectors Club of New York dans les années 2000[64].
- Brian Trotter (Royaume-Uni), spécialiste des colonies britanniques d'Afrique australe, secrétaire, puis vice-président de la Royal Philatelic Society London[63].

En 2011, au congrès de Portsmouth, trois personnes signent le rôle :
- Gavin Fryer (Royaume-Uni), président de la Royal Philatelic Society London de 2000 à 2003[65].
- Koichi Sato (Japon), spécialiste de la Tasmanie[65].
- Raymond Todd (Australie), spécialiste des entiers postaux et de la poste aérienne, membre fondateur de la fédération australienne de philatélie et vice-président de la Fédération internationale de philatélie. Il a reçu la médaille de l’ordre d’Australie en 2010[65].

En 2012, au congrès de Perth, quatre personnes sont appelées à signer le rôle, :
- James Peter « Jamie » Gough (né en 1956, États-Unis), spécialiste des taxes postales de 1790 à 1954 et des conséquences de l’établissement de l’Union postale universelle.
- Robin David Gwynn (né en 1942, Nouvelle-Zélande), spécialiste de la Nouvelle-Zélande et des courriers accidentés du monde entier, un des membres dirigeants de la Royal Philatelic Society of New Zealand et de la New Zealand Philatelic Federation.
- Patrick Maselis (né en 1961, Belgique), spécialiste de la Belgique, de ses colonies et de la Nouvelle-Zélande, président du Club de Monte-Carlo et de l’Académie de philatélie de Belgique depuis 2009.
- Michael Richard Sefi (né en 1943, Royaume-Uni), gardien de la Collection philatélique royale depuis 2003.

### Sources
- Arthur Ronald Butler, History of the Roll of Distinguished Philatelists, The British Philatelic Federation, décembre 1990, 212 pages. Deux courts addenda ont été publiés en 1994 et 1999, présentant les nouveaux signataires.